# Hliński Potok
Hliński Potok (niem. Hlinskabach, słow. Hlinský potok, węg. Hlinszka-patak) – główny ciek wodny Doliny Hlińskiej (bocznej odnogi Doliny Koprowej) w słowackich Tatrach Wysokich.
Wypływa z wywierzyska u zachodnich podnóży Koprowych Czub. W miejscu wypływu tworzy się niewielki stawek. Dalej potok kieruje się na północny zachód w stronę Doliny Koprowej, w górnej części doliny płynąc pomiędzy wielkimi głazami. Na wysokości Ciemnych Smreczyn w Dolinie Koprowej (ok. 1385 m n.p.m.) Hliński Potok łączy się z Ciemnosmreczyńskim Potokiem (płynącym z Niżniego Ciemnosmreczyńskiego Stawu w Dolinie Ciemnosmreczyńskiej) i razem z nim tworzy Koprową Wodę, największy potok w Dolinie Koprowej. W stale wilgotnym korycie potoku licznie występuje rzadka w Tatrach Wysokich, intensywnie niebiesko kwitnąca ostróżka tatrzańska. 

## Szlaki turystyczne
Czasy przejścia podane na podstawie mapy:
  – niebieski szlak od Trzech Źródeł przez Dolinę Koprową i Dolinę Hlińską (wzdłuż Hlińskiego Potoku) na Koprową Przełęcz.
- Czas przejścia z Trzech Źródeł do odgałęzienia szlaku zielonego: 3:15 h w obie strony
- Czas przejścia od szlaku zielonego na przełęcz: 2:15 h, ↓ 2 h

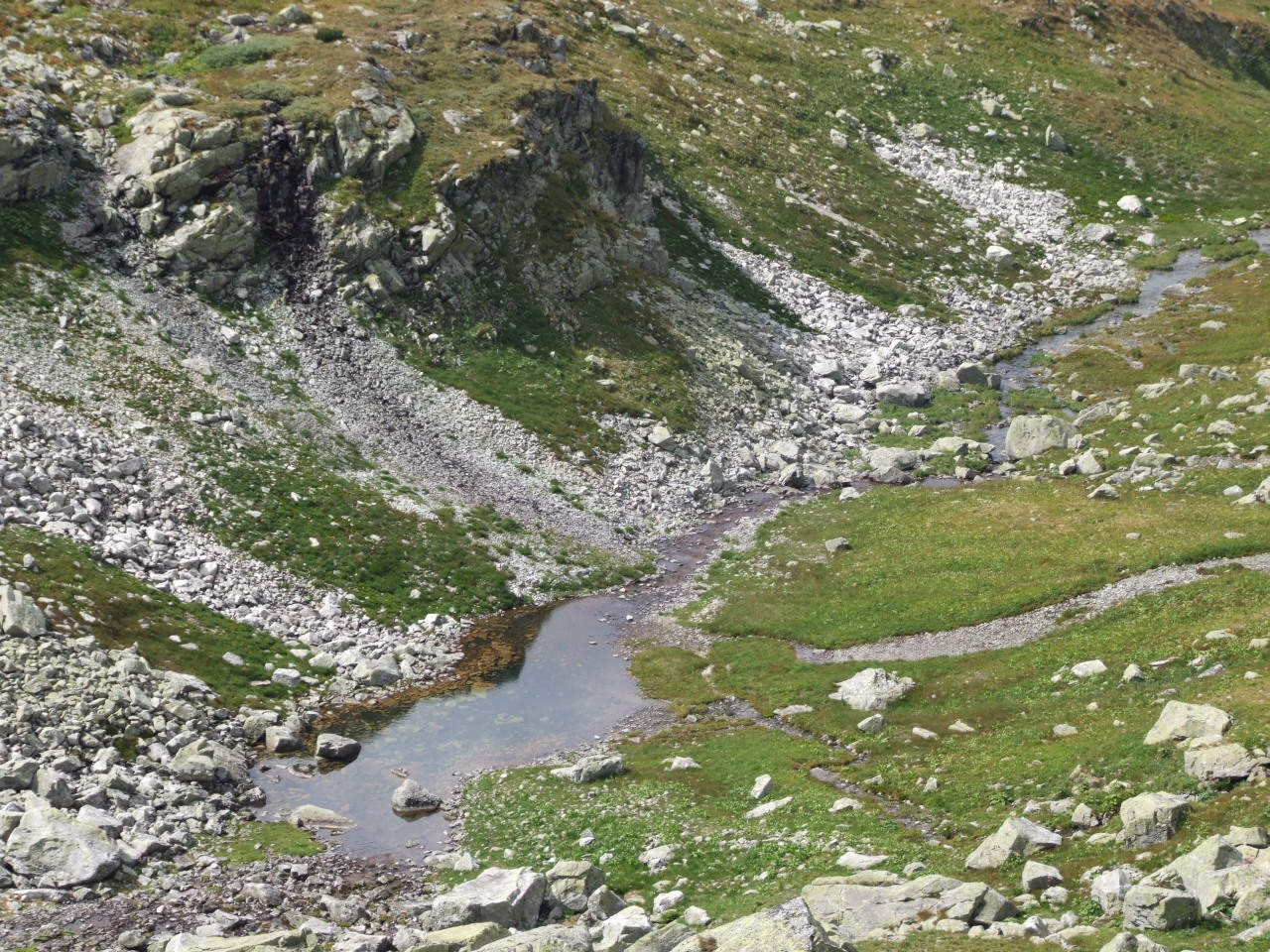
Źródło Hlińskiego Potoku